# Saabit Hadžić
Saabit Hadžić (Sarajevo, RFS Yugoslavia; 7 de agosto de 1957-Antalya, Turquía; 3 de marzo de 2018) fue un jugador y entrenador de baloncesto y medallista olímpico bosnio. Consiguió la medalla de bronce con Yugoslavia en los Juegos Olímpicos de Los Ángeles 1984. Después de retirarse se dedicaría a ser entrenador, entrenando a equipos como el KK Bosna Sarajevo y la selección de Bosnia-Herzegovina.

## Palmarés
- Liga de Yugoslavia: 3

Bosna Sarajevo: 1977-78, 1979-80, 1982-83
- Copa de Yugoslavia: 2

Bosna Sarajevo: 1978, 1984
- Euroliga: 1

Bosna Sarajevo:  1979.

## Fallecimiento
Falleció en la ciudad de Antalya, en Turquía, el 3 de marzo de 2018 a la edad de 60 años, víctima de un accidente cerebrovascular.